# Christian Loustaudine
Pas d'image ? Cliquez ici

a Compétitions nationales et continentales officielles uniquement.

Christian Loustaudine, né le 30 juin 1951 à Pau dans les Basses-Pyrénées est un joueur français de rugby à XV qui évolue principalement au poste de troisième ligne aile à la Section paloise, dont il est le capitaine, pendant les années 1970 et le début des années 1980.

## Biographie

### Joueur de rugby à XV
Christian Loustaudine débute le rugby à l'Avenir de Bizanos, comme Jacques Michou, Jean Arruat, Gérard Brusque ou Noël Guillemot. Il dispute la Coupe de l'Avenir en 1969.
Christian Loustaudine effectue l'intégralité de sa carrière senior à la Section paloise, de 1970 à 1984. Capitaine de la Section paloise, il a partagé le terrain avec des personnalités telles qu'Etcheverry, Paparemborde ou Brusque.
Loustaudine, troisième ligne infatigable et dur au mal, est aux portes de l'équipe de France à la fin des années 1970. Il prend sa retraite en 1984.

### Après carrière
Loustaudine et Gérard Brusque entraine l'Avenir aturin à partir de 1984. Il lance notamment Jean-Bernard Duplantier
Il prend ensuite les rênes de l'US Orthez,.
En 2016, Loutaudine prend la présidence de la Section paloise omnisports.

## Vie personnelle
Christian Loustaudine est le fils de Charles Loustaudine, joueur de rugby à XV, basketteur et pilotari de renom à la Section paloise,. Il est l'auteur du livre Section Passion. Il reçoit une médaille de la ville d'Idron en 2004.
Christian Loustaudine est champion de France de pelote basque à quatre reprises, à grand chistera.